# Ohnsorg-Theater

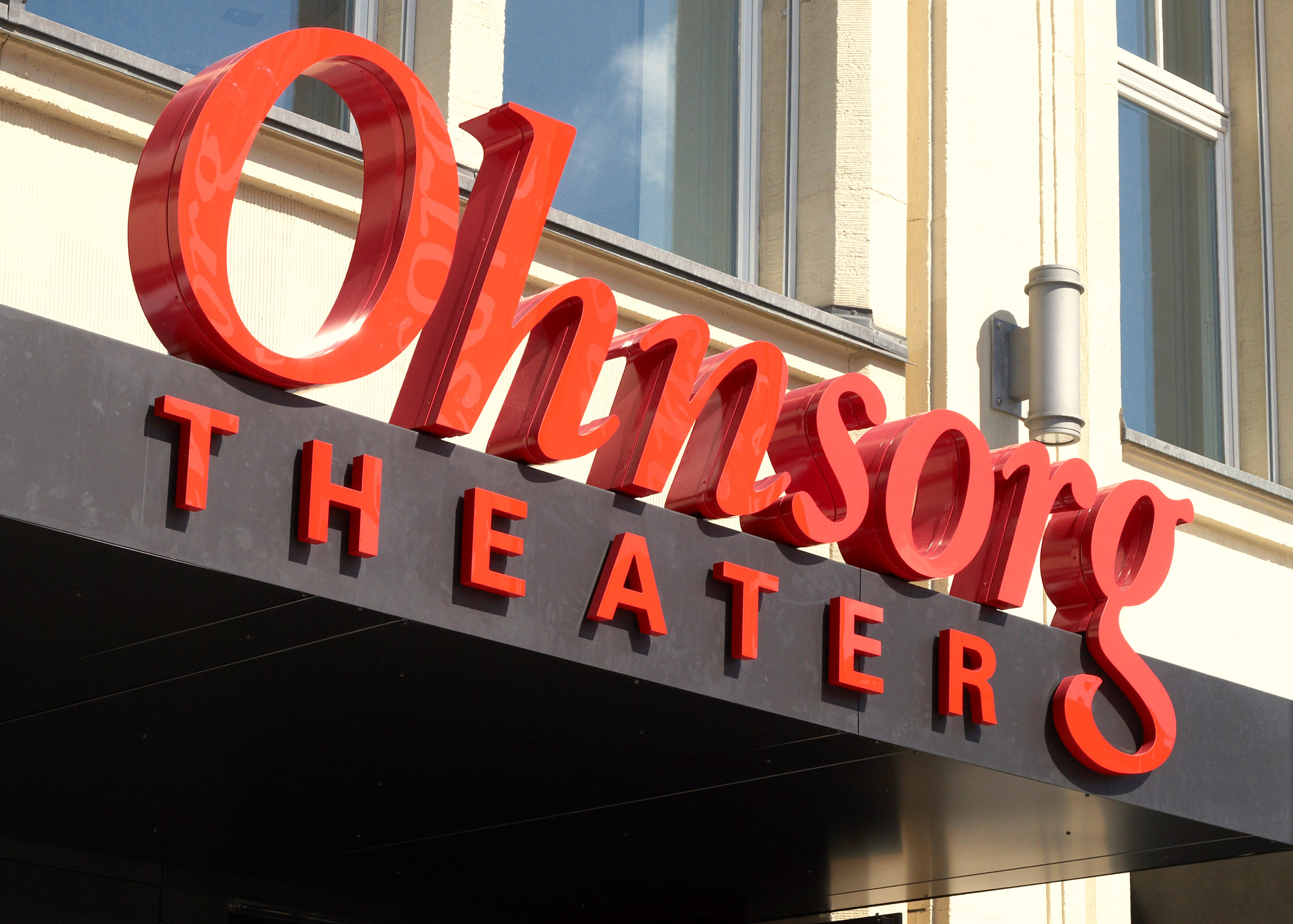
Logo des Ohnsorg-Theaters im Bieberhaus

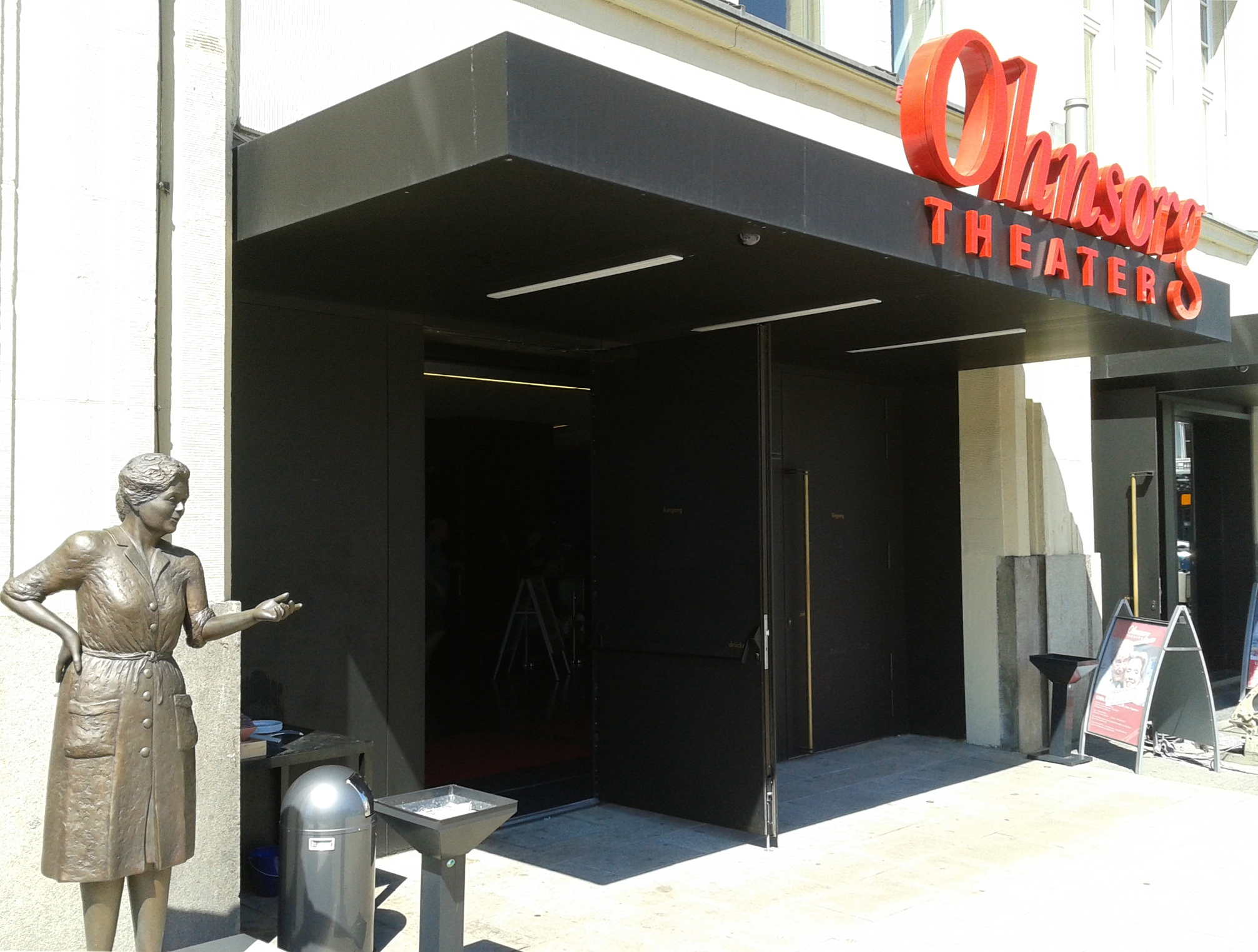
Eingang des Ohnsorg-Theaters mit Heidi-Kabel-Statue

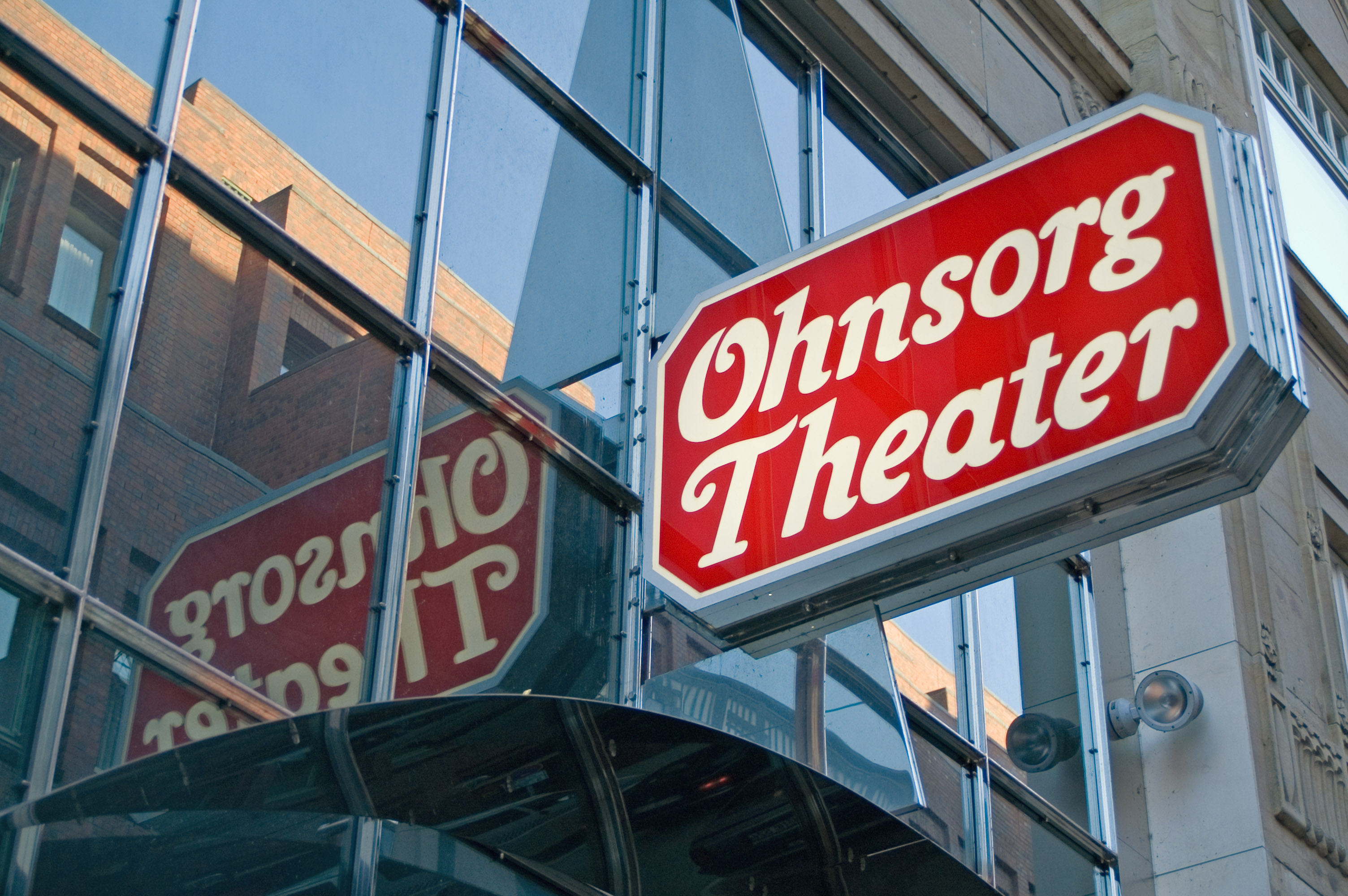
Eingang des alten Hauses

Das Ohnsorg-Theater in Hamburg, zunächst in der Straße Große Bleichen, seit 2011 am Heidi-Kabel-Platz nördlich des Hauptbahnhofs, ist ein Volkstheater, das die Anerkennung und das Wissen über die niederdeutsche Sprache („Plattdeutsch“) durch Aufführungen von Theaterstücken auf Niederdeutsch fördert, aber auch Aufführungen in norddeutsch geprägtem Hochdeutsch produziert. Neben Stücken, die ursprünglich auf Niederdeutsch verfasst sind, werden auch niederdeutsche Übersetzungen aus dem Hochdeutschen und anderen Sprachen gespielt.

## Geschichte

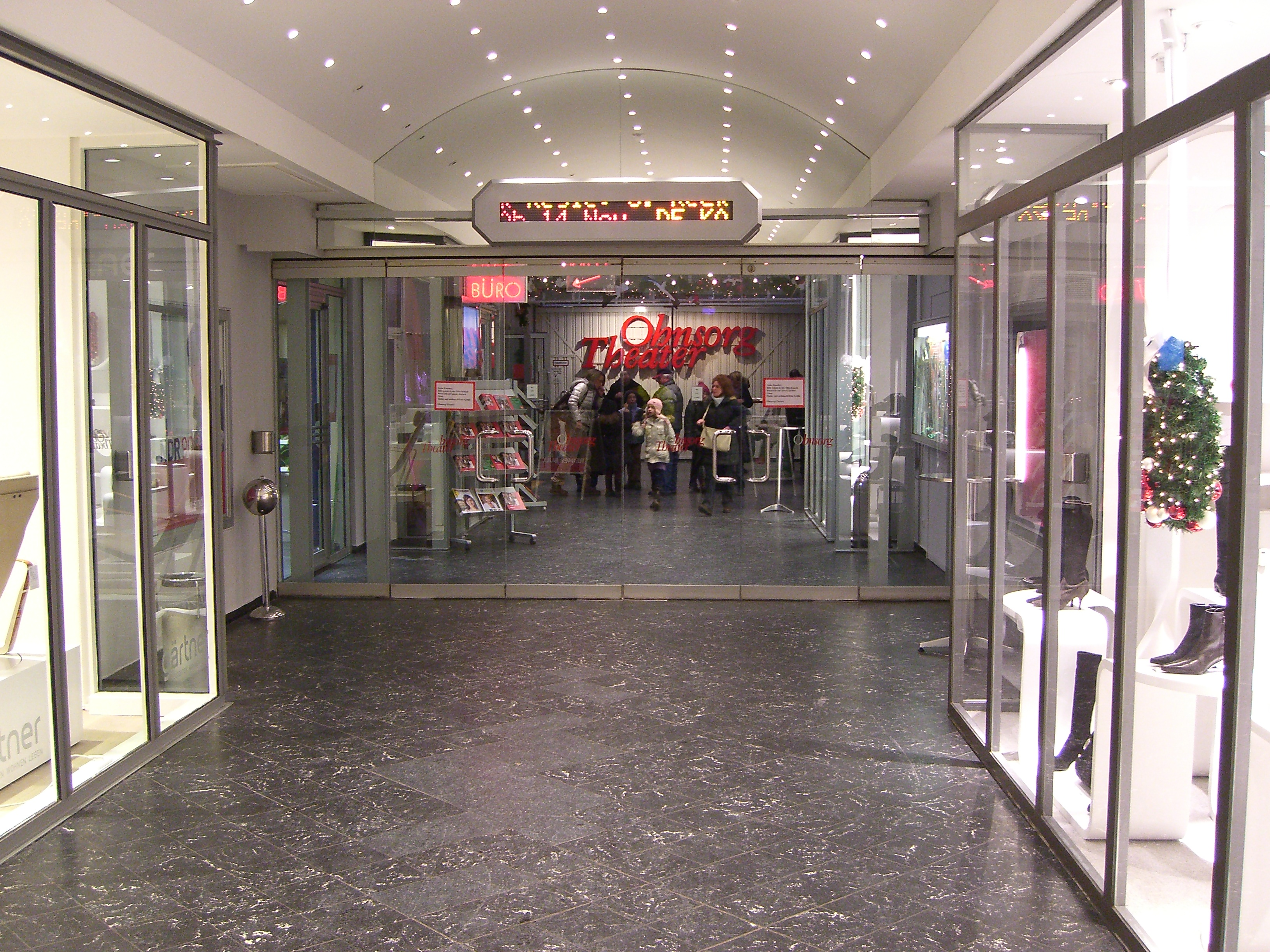
Eingangsbereich des alten Theaters

Das Ohnsorg-Theater wurde 1902 auf Initiative von Richard Ohnsorg als Theatervereinigung unter dem Namen „Dramatische Gesellschaft Hamburg“ gegründet. Der Verein wurde 1906 in „Gesellschaft für dramatische Kunst“ umbenannt. In den ersten Jahren hatte die Vereinigung/Gesellschaft keinen Bezug zur niederdeutschen Sprache, das änderte sich, als Richard Ohnsorg 1910 den Vorstand und die künstlerische Leitung des Vereins übernahm. Der große Erfolg der niederdeutschen Stücke veranlasste den Verein, sich 1920 in „Niederdeutsche Bühne Hamburg e. V.“ umzubenennen. Nachdem man zuvor auf wechselnden Bühnen und in beengten Verhältnissen spielen musste, konnte das Theater 1936 das ehemalige Kleine Lustspielhaus in der Straße Große Bleichen beziehen. 1946 erhielt die Bühne den Namen Richard-Ohnsorg-Theater. Heute ist das Ohnsorg-Theater eine GmbH, Eigentümer ist der Niederdeutsche Bühne Hamburg e. V. Das Theater wird zurzeit mit rund 1,6 Millionen Euro pro Spielzeit subventioniert.
Seit 1954 werden Aufführungen des Ohnsorg-Theaters im deutschen Fernsehen gesendet. Die erste deutsche Live-Übertragung eines Theaterstücks erfolgte jedoch bereits am 19. Oktober 1953 aus dem Kölner Millowitsch-Theater (Der Etappenhase), das damit den Mundartbühnen einen Weg zum überregionalen Publikum ebnete. Um auch außerhalb des mundartlichen Sprachraums verstanden zu werden, wird bei den Fernsehaufzeichnungen meist keine reine Mundart, sondern ein stark mundartlich gefärbtes Hochdeutsch gesprochen, im Falle des Ohnsorg-Theaters Missingsch. Die erste Fernsehsendung des Ohnsorg-Theaters erfolgte am 13. März 1954 mit dem Stück Seine Majestät Gustav Krause live aus dem im Hochbunker am Heiligengeistfeld in Hamburg untergebrachten NWDR. Später fanden die Aufzeichnungen im Theater selbst statt. Viele davon sind mittlerweile auch auf Video und DVD erschienen.
Insbesondere durch die Fernsehausstrahlungen in den 1960er und 1970er Jahren wurde das damalige Ensemble, u. a. Heidi Kabel, Henry Vahl, Otto Lüthje, Ernst Grabbe, Hilde Sicks, Werner Riepel, Karl-Heinz Kreienbaum, Heidi Mahler, Erna Raupach-Petersen, Edgar Bessen, Heinz Lanker, Jochen Schenck, Christa Wehling, Gisela Wessel oder Jürgen Pooch, bundesweit bekannt, und die Akteure besetzten auch Rollen in Kinofilmen und Fernsehspielen. Vor allem in den 1960er Jahren waren viele der TV-Übertragungen regelrechte Straßenfeger. In einer Sondersendung zur ARD-Fernsehlotterie traten 1968 Heidi Kabel und Willy Millowitsch zusammen in dem Theaterstück Die Kartenlegerin auf, mit einer kurzen Gastrolle des Sängers und Schauspielers Freddy Quinn. 1996 drehte der NDR eine Familien-Fernsehserie unter dem Titel Die Ohnsorgs, an der die damaligen Schauspieler des Theaters teilnahmen.
Bereits 1924 hatte Richard Ohnsorg die Bedeutung der Medien erkannt und hatte sich mit Hans Böttcher, Redakteur bei der NORAG, zusammengetan, dem die niederdeutsche Literatur genauso am Herzen lag wie ihm selbst. Von da an trat Ohnsorgs Ensemble regelmäßig vor die Rundfunkmikrophone. Die Zusammenarbeit wurde auch nach der Gründung des NWDR Hamburg und später des NDR bis in die Gegenwart fortgesetzt. Bei den Produktionen handelt es sich meist um Mundart-Hörspiele der unterschiedlichsten Genres.

### Umzug ins Bieberhaus

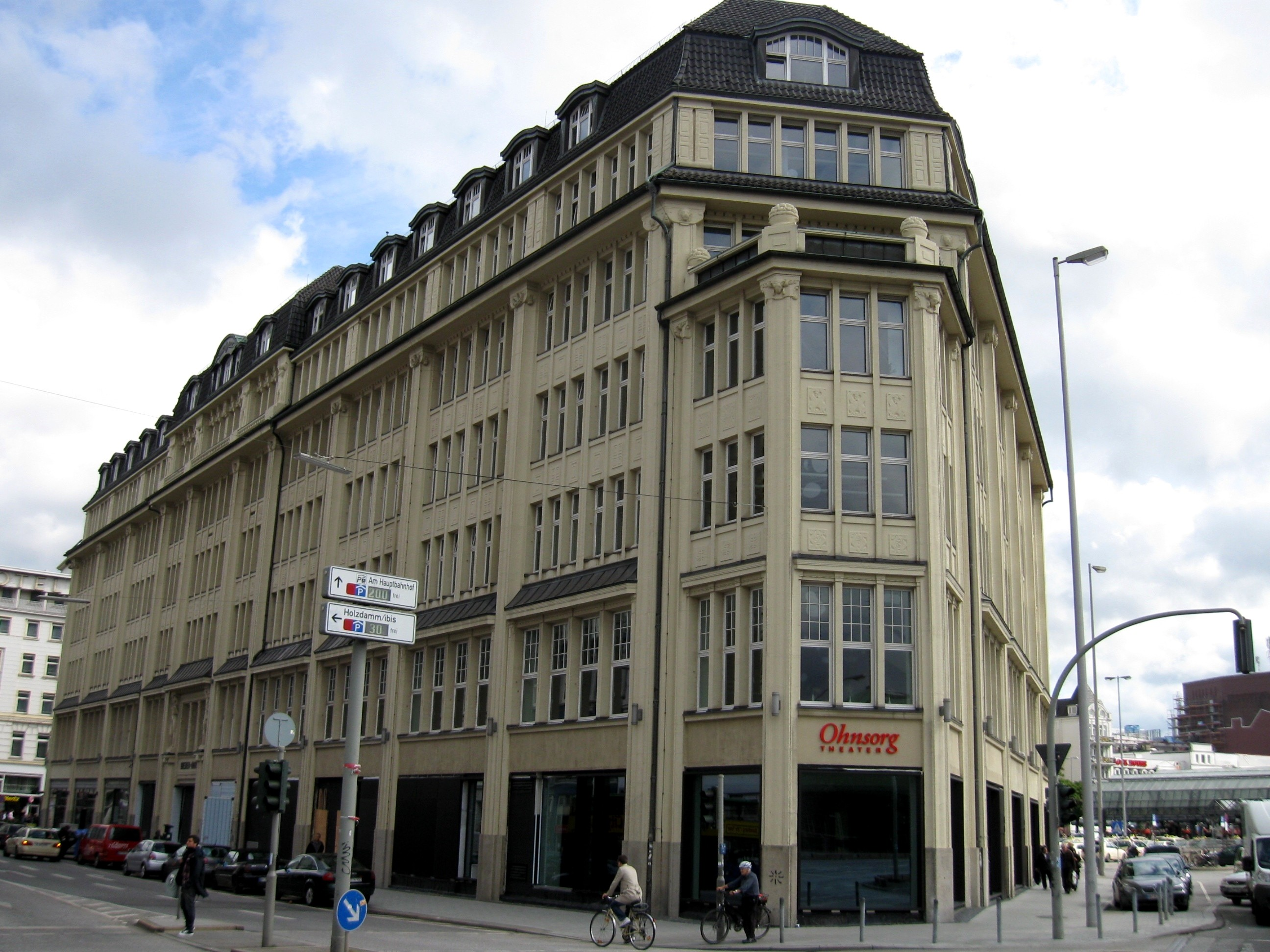
Das Bieberhaus als neuer Spielort des Ohnsorg-Theaters

Am Freitagabend, dem 8. Juli 2011, fiel im Ohnsorg-Theater nach 75 Jahren der letzte Vorhang in der alten Spielstätte. Das Ensemble verabschiedete sich mit der Komödie Brand-Stiftung. Anschließend wurden weiße Taschentücher mit dem Aufdruck Ohnsorg-Theater – Atschüß, altes Haus! Letzte Vorstellung, 8. Juli 2011 an das Publikum verteilt.
Am 28. August 2011 eröffnete das Traditionshaus am Heidi-Kabel-Platz 1 mit einer plattdeutschen Fassung von William Shakespeares Ein Sommernachtstraum. Regie führte der Ex-Intendant des benachbarten Schauspielhauses Michael Bogdanov. Die neue Spielstätte in dem 1909 gebauten und heute unter Denkmalschutz stehenden Bieberhaus ist moderner und größer. Sie verfügt über modernste Technik sowie eine zusätzliche Studiobühne. Die Kapazität hat sich gegenüber der alten Spielstätte mit 389 Plätzen um ca. 50 Plätze erhöht.

### Ohnsorg Studio
Zur Spielzeit 2012/2013 wurde im September 2012 im ersten Stock des neuen Theatergebäudes die Studio-Bühne mit 100 Zuschauerplätzen eröffnet. Erste Leiterin wurde Cornelia Ehlers, bis dahin Dramaturgin beim Oldenburgischen Staatstheater. Jährlich werden hier drei Eigenproduktionen für den Bereich des Kinder- und Jugendtheaters herausgebracht; die Stücke werden zweisprachig – platt- und hochdeutsch – aufgeführt.

### Änderung der Ausrichtung des Theaters
Unter Intendant Michael Lang (ab 2017) und dem künstlerischen Leiter Murat Yeginer (ab 2018) wurden zunehmend moderne und zeitgenössische Stücke aufgeführt und der hochdeutsche Sprachanteil stieg. Dieser eingeschlagene Kurs führte zu Differenzen innerhalb der Belegschaft. Im Mai 2023 wurde die ehemalige Ohnsorg-Schauspielerin Sandra Keck, welche als Kritikerin der neuen Entwicklung gilt, vom Verein Niederdeutsche Bühne (Eigentümer des Theaters) zur Vereinsvorsitzenden und somit Aufsichtsratsvorsitzenden der Ohnsorg-Theater GmbH gewählt. Daraufhin traten Eggert Voscherau, Christa Goetsch und Maike Brunk aus dem Aufsichtsrat zurück. Auch Yeginer legte sein Amt nieder. Im Januar 2024 wurde bekanntgegeben, dass Nora Schumacher die Künstlerische Leitung mit Schwerpunkt Regie und Anke Kell die Künstlerische Leitung mit Schwerpunkt Dramaturgie ab April 2024 in Nachfolge von Murat Yeginer übernehmen sollen.

## Ehrungen
- 1992: Silberne Maske der Hamburger Volksbühne
- 2004: Heinrich-Schmidt-Barrien-Preis
- 2005: Pegasus-Preis
- 2009: Pegasus-Preis, insbesondere für die Inszenierung Misery von Klaus Engeroff
- 2014: Pegasus-Preis für die Studiobühne
- 2015: Niederdeutscher Literaturpreis der Stadt Kappeln
- 2018: Monica-Bleibtreu-Preis der Privattheatertage in der Kategorie (Moderner) Klassiker für Buten vör de Döör (Draußen vor der Tür)
- 2021: Monica-Bleibtreu-Preis der Privattheatertage in der Kategorie Komödie für Extrawurst

## Bekannte Aufführungen (Auszug)
- Blütenzauber
- Brand-Stiftung
- Die Chefin
- Dat Spill üm en Schaap, en Koh un söss braad'te Eier
- Der Bürgermeisterstuhl
- Die Deern ist richtig
- Du…!
- Doktor Puust
- De dolle Deern
- Eine Frau für den Klabautermann
- Der Etappenhase
- Frau Pieper lebt gefährlich
- Frau Sperlings Raritätenladen
- Frauen an Bord
- Die fröhliche Tankstelle
- Dat Frollein Wunner
- Für die Katz
- Gastwirt Goebel
- Das Geld liegt auf der Bank
- Das Glück kommt mit der Post
- Een gode Partie
- Die graue Maus
- Gute Nacht, Frau Engel
- Hamburger Bier
- Heiratsschwindel
- Das Herrschaftskind
- Honnig in'n Kopp
- Das Hörrohr
- In Luv und Lee die Liebe
- Die Kartenlegerin
- Kein Auskommen mit dem Einkommen
- Kollege Generaldirektor
- Die Königin von Honolulu
- Das Kuckucksei
- Der letzte Wille
- Liebe Verwandtschaft
- Der Lorbeerkranz
- Lotte spielt Lotto
- Manda Voss wird 106
- Ein Mann ist kein Mann
- Ein Mann mit Charakter
- Männer sind auch nur Menschen
- Mein ehrlicher Tag
- Mein Mann, der fährt zur See
- Meister Anecker
- Mensch sein muss der Mensch
- Michel und Micaela
- Mit Gefühl und Wellenschlag
- Der möblierte Herr
- Morgen wird alles anders
- Mudder Mews
- Mutter ist die Beste (Das Fenster zum Flur von Curth Flatow und Horst Pillau)
- Mutter Griepsch mischt mit
- Dat Narrenhuus (La Cage aux Folles)
- Oh, diese Eltern!
- Onkel Wanja
- Opa wird verkauft
- Pension Schöller
- Pension Sünnschien
- Peter Pink
- Der politische Bock
- Poppe steigt aus
- Das Piratenstück
- Ralves Carstens
- Rum aus Jamaika
- Rund um Kap Hoorn
- Schneider Nörig
- Schneider Wibbel
- Der schönste Mann von der Reeperbahn
- Schweinskomödie
- De Spaansche Fleeg (Die spanische Fliege)
- Strandräuber
- Thea Witt macht nicht mit
- Tippelbrüder
- Tratsch im Treppenhaus
- Der Trauschein
- Trautes Heim
- … und oben wohnen Engels
- Vater Philipp
- Die Venus von Müggensack
- Verteufelte Zeiten
- Vier Frauen um Kray
- Der Weiberhof
- Was rastet, das kostet
- Wenn der Hahn kräht
- Wenn du Geld hast
- Willems Vermächtnis
- Zwei Engel
- Zwei Kisten Rum

## Personen

### Intendanten
- 1910–1945 Richard Ohnsorg
- 1945–1949 Rudolf Beiswanger
- 1949–1970 Hans Mahler
- 1970–1979 Günther Siegmund
- 1979–1985 Konrad Hansen
- 1985–1994 Walter Ruppel
- 1994–1995 Thomas Bayer
- 1996–2017 Christian Seeler
- 2017–heute Michael Lang

### Plattdeutsche Autoren im Repertoire
Heinrich Behnken, Hermann Boßdorf, Hans Bunje, Karl Bunje, Hartmut Cyriacks, Heinrich Deiters, Jens Exler, Jan Fabricius, Gorch Fock, Janne Furch, Konrad Hansen, August Hinrichs, Hans Henning Holm, Paul Jessen, Walter A. Kreye, Friedrich Lindemann, Albert Mähl, Peter Nissen, Jürgen Pooch (hauptsächlich als niederdeutscher Bearbeiter hochdeutscher Stoffe), Alma Rogge, Paul Schurek, Hinrich Wriede, Fritz Wempner, Adolf Woderich, Wilfried Wroost

### Bekannte Schauspieler des Ensembles
Wiebke Allert, Käte Alving, Horst Arenthold, Tanja Bahmani, Magda Bäumken, Rudolf Beiswanger, Edgar Bessen, Manfred Bettinger, Joachim Bliese, Birgit Bockmann, Rolf Bohnsack, Ingrid von Bothmer, Walther Bullerdiek, Aline Bußmann, Uwe Dallmeier, Wilfried Dziallas, Robert Eder, Helga Feddersen, Willem Fricke, Uwe Friedrichsen, Jens-Werner Fritsch, Birthe Gerken,  Markus Gillich, Ernst Grabbe, Klaus Granzow, Vera Gruber, Konstantin Graudus, Doris Hahn, Uwe Hacker, Detlef Heydorn, Ursula Hinrichs, Fritz Hollenbeck, Erkki Hopf, Till Huster, Hans Jensen, Heidi Kabel, Heini Kaufeld, Sandra Keck, Oskar Ketelhut, Beate Kiupel, Herma Koehn, Nils Owe Krack, Karl-Heinz Kreienbaum, Birte Kretschmer, Hans Langmaack, Heinz Lanker, Nele Larsen, Jürgen Lederer, Edda Loges, Günter Lüdke, Otto Lüthje, Heidi Mahler, Ulla Mahrt, Meike Meiners, Karl-Ulrich Meves, Ludwig Meybert, Hermann Möller (auch rechte Hand von Richard Ohnsorg), Rudolf Möller, Eri Neumann, Georg Pahl, Rolf Petersen, Jürgen Pooch, Gertrud Prey, Karl Otto Ragotzky, Ruth Rastedt, Erna Raupach-Petersen, Werner Riepel, Gerlind Rosenbusch, Jens Scheiblich, Jochen Schenck, Wolfgang Schenck, Rolf E. Schenker, Walter Scherau, Antje Schröder, Christian Seeler, Ilse Seemann, Hilde Sicks, Christa Siems, Hartwig Sievers, Uta Stammer, Axel Stosberg, Hanno Thurau, Hans Timmermann, Henry Vahl, Bruno Vahl-Berg, Jasper Vogt, Carl Voscherau, Christa Wehling, Gisela Wessel, Erwin Wirschaz

### Ehrenmitglieder
- Heidi Kabel (2004)
- Hilde Sicks
- Helmuth Kern als ehrenamtlicher Vorsitzender des Ohnsorg-Trägervereins (2013)
- Christian Seeler (2017)
- Heidi Mahler (2019)

### Weitere zum Theater gehörende Personen
- Hans-Albert Dithmer, Bühnenbildner
- Frank Grupe, Chefdramaturg und Regisseur
- Leo Hoger, Inspizient und Schauspieler
- Hans Helge Ott, Inszenierungen

## Dokumentation
- 2014: Tratsch, Tumult und gute Laune (einstündige Fernsehdokumentation des NDR Fernsehens).